# Aimé Césaire
Aimé Césaire (Basse-Pointe, 26. lipnja 1913. – Fort-de-France, 17. travnja 2008.) bio je francuski pisac i političar s otoka Martinique. Jedan je od osnivača pokreta crnaštva (fr. négritude) u francuskoj književnosti, a u svojim djelima ističe svoj negativan stav prema francuskom kolonijalizmu te se bori za ravnopravni položaj afričkog stanovništva u društvu.

## Rani život
Rođen je u malom mjestu Basse-Pointe na sjeveru Martiniquea kao jedan od sedmero djece. Dobivši stipendiju, nastavlja školovanje u srednjoj školi Schoelcher u mjestu Fort-de-France. U Parizu pohađa studij na visokoj školi École normale supérieure. Tamo upoznaje senegalskog studenta, Léopolda Sédara Senghora s kojim se ubrzo sprijateljuje, a on će mu i otvoriti poglede o Africi. Druženjem s mladim afričkim studentima postaje svjestan kulturalne izoliranosti koja se događa u kolonijalnim društvima na Martiniqueu i u Gani. 1935. godine Césaire, zajedno s ostalim studentima, osniva časopis Crni student (fr. L'Etudiant noir). U ovom časopisu prvi puta se pojavljuje i pojam crnaštvo (fr. négritude). Césaire je osmislio taj pokret kao reakciju na kulturalno ugnjevatanje francuskoog kolonijalnog sustava prema afričkim zemljama. Cilj mu je boriti se protiv francuskog projekta kulturalne asimilacije te protiv umanjavanja važnosti Afrike i njezine kulture. 1935. je i godina kada Césaire započinje pisanje svog poznatog djela Zapis povratka u rodnu zemlju (fr. Cahier d'un retour au pays natal).

## Povratak na Martinique
1939. godine Césaire dobiva svoju profesorsku diplomu te se vraća na Martinique. Tamo, sa svojom suprugom, radi kao nastavnik u srednjoj školi Lycée Victor Schoelcher. Tada objavljuje i svoje veliko djelo Cahier d'un retour au pays natal. Od 1941. sa svojom suprugom Suzanne Césaire i prijateljima, objavljuje časopis Tropiques. Svojim govorima i djelima Césaire ima veliki utjecaj na afričke intelektualce i na njihovu borbu protiv kolonijalizma i nametanja francuske kulture. Upisavši se u Komunističku partiju, izabran je za gradonačelnika Fort-de-Francea. Zatim postaje i zastupnik, a na toj funkciji ostaje do 1993. 1950. objavljuje svoj Discours sur le colonialisme kojim se suprotstavlja većini francuskih zastupnika, zahtijevajući više pravde za Antilles. Ostaje gradonačelnikom Fort-de-Francea sve do 2001. gdje umire 17. travnja 2008. godine.

## Književni doprinos
Usporedno s političkom aktivnošću, Césaire se razvija i na književnom polju. Dotaknuo se brojnih književnih vrsta poput poezije, kazališta, pamfleta, diskursa i povijesnih eseja. Njegove prve pjesme pojavljuju se u časopisu Tropiques. U tim pjesmama izražava svoj otpor režimu Vichyja između 1939. i 1943. godine. Le Cahier d’un retour au pays natal jedno je od njegovih najznačajnijih djela. Svoj izričaj nastavlja pjesmama les Armes miraculeuses, Et les chiens se taisent, le Cadastre et les Ferrements. U djelu Rasprava o kolonijalizmu (fr. Discours sur le colonialisme) Césaire uspoređuje ideologiju europskih kolonijalista s nacizmom, kojeg se Europa tog vremena tek riješila. Taj njegov revolt prisutan je u većini njegovih djela koja se često nadovezuju i nadopunjuju.
Césaire se okušao i u kazalištu. Taj književni oblik pomogao mu je ukazati na revolucije afričkog stanovništva te im pomoći da budu prisutniji i shvaćeniji u cijelom svijetu. Sam književnik svoje kazalište naziva le théâtre universel ili globalno kazalište. Njegov politički angažman protiv svih oblika umanjavanja nečije vrijednosti najbolje je vidljiv u njegovim brojnim esejima i raspravama.    

## Djela

### Poezija
- Cahier d’un retour au pays natal (Zapis o povratku u zavičaj), 1939.
- Les armes miraculeuses (Čudesna oružja), 1946.
- Soleil cou-coupé (Sunce prerezana grla), 1948.
- Corps perdu (Izgubljeno tijelo), 1950.
- Ferrements (Okovi), 1960.
- Cadastre, 1961.
- Moi, laminaire, 1982.
- La Poésie (Poezija), 1994.

### Eseji i rasprave
- Discours sur le colonialisme (Rasprava o kolonijalizmu), 1955.
- Lettre à Maurice Thorez (Pismo Maurice Thorezu), 24 octobre 1956.
- Poésie et connaissance, 1945.
- Toussaint Louverture, La Révolution française et le problème colonial (Toussaint Louverture, Francuska revolucija i kolonijalni problem), 1960.

### Kazalište
- Et les chiens se taisaient (I psi su utihnuli), 1958.
- La Tragédie du roi Christophe (Tragedija kralja Kristofora), 1963.
- Une Saison au Congo (Jedno godišnje doba u Kongu), 1966.
- Une Tempête (Oluja), 1969.